# Onthophagus quadricristatus
Onthophagus quadricristatus là một loài bọ cánh cứng trong họ Bọ hung (Scarabaeidae).